# Анабена

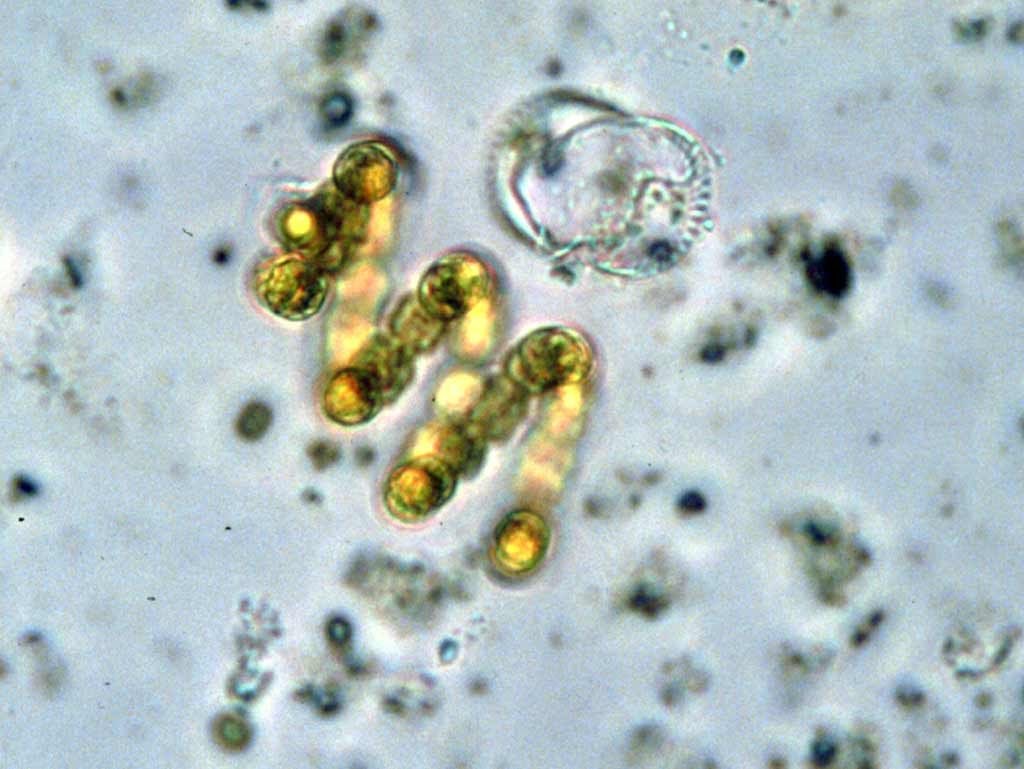
Anabaena spiroides

Анабе́на (Anabaena) — рід нитчастих ціанобактерій (синьо-зелених водоростей), входить до складу планктону. Відомі своїми азотфіксуючими здібностями, утворюють симбіотичні відносини з певними рослинами, такими, як деякі папороті. Є одними з чотирьох родів ціанобактерій, які виробляють нейротоксини, що завдають шкоди місцевій дикій природі, а також сільськогосподарським і домашнім тваринам.
У Росії (Пущино, Московської обл.) для синтезування водневого палива використовують синьо-зелену водорість анабену, яка під дію сонячного світла перетворює сонячну енергію водню.
У медицині один із видів роду — Anabaena variabils — використовується для створення препарату Пегваліаза для лікування фенілкетонурії.